# Красноярское (Крым)
Красноя́рское (до 1948 года Донузла́в 1, до середины XIX века — Мечи́т-Донузла́в; укр. Красноярське, крымскотат. Doñuzlav, Донъузлав) — село в Черноморском районе Крыма (согласно административно-территориальному делению Украины является центром Красноярского сельского совета Автономной Республики Крым, согласно административно-территориальному делению РФ — центр Красноярского сельского поселения Республики Крым).

## Население
| 2001 | 2014 |
| ---- | ---- |
| 788  | ↘626 |

Всеукраинская перепись 2001 года показала следующее распределение по носителям языка
| Язык             | Процент |
| ---------------- | ------- |
| русский          | 51.4    |
| крымскотатарский | 26.27   |
| украинский       | 18.78   |
| другие           | 0.38    |

### Динамика численности
| - 1864 год — 206 чел. - 1889 год — 314 чел. - 1892 год — 368 чел. - 1900 год — 449 чел. - 1915 год — 393/0 чел. | - 1926 год — 298 чел. - 2001 год — 788 чел. - 2009 год — 749 чел. - 2014 год — 626 чел. |

## География
Красноярское — село на востоке района, у крайней северной оконечности озера Донузлав, высота центра села над уровнем моря — 17 м. Ближайшие сёла — Ленское в 2 км на восток и Хмелево в 5,7 км на запад. Райцентр Черноморское — около 46 километров (по шоссе) на запад, ближайшая железнодорожная станция — Евпатория — примерно 49 километров. Транспортное сообщение осуществляется по региональной автодороге 35Н-605 Новоивановка — Ленское (от шоссе Черноморское — Евпатория) (по украинской классификации — С-0-11704).

## Современное состояние
На 2016 год в Красноярском числится 11 улиц и 4 территории; на 2009 год, по данным сельсовета, село занимало площадь 124 гектара, на которой в 245 дворах числилось 749 жителей. В селе действуют общеобразовательная средняя школа, детский сад «Золотой петушок», библиотека-филиал № 14, амбулатория, церковь Гурия Таврического, психиатрическая больница — ныне филиал Евпаторийского психоневрологического диспансера (ранее — Республиканская психиатрическая больница № 4), отделение почты. В центре села создан мемориал в честь погибших односельчан, на котором выбиты 116 фамилий.

## История
Идентифицировать Донузлав среди, зачастую сильно искажённых, названий деревень в Камеральном Описании Крыма… 1784 года пока не удалось. Видимо, деревня была покинута жителями крымскими татарами в первую волну эмиграции, после присоединения Крыма к России 8 февраля 1784 года. Территориально поселение относилось сначала к Евпаторийскому уезду Таврической области. После Павловских реформ, с 1796 по 1802 год, входила в Акмечетский уезд Новороссийской губернии. По новому административному делению, после создания 8 (20) октября 1802 года Таврической губернии, опустевший Донузлав — в Яшпетской волости Евпаторийского уезда.
На военно-топографической карте генерал-майора Мухина 1817 года деревня Мечит донкузлав обозначена пустующей, а на карте 1836 года, как и на карте 1842 года обозначены развалины деревни Мечит-Донузлав. Вскоре в опустевшую деревню заселили казаков из кубанского войска.
В 1860-х годах, после земской реформы Александра II, деревню приписали к Курман-Аджинской волости. В «Списке населённых мест Таврической губернии по сведениям 1864 года», составленном по результатам VIII ревизии 1864 года, Донузлав — казённая русская деревня, с 43 дворами и 206 жителями при балке Донузлаве. По обследованиям профессора А. Н. Козловского 1867 года, вода в колодцах деревни была пресная, а их глубина колебалась от 2 до 10 саженей (от 4 до 20 м), также в селении имелись родники. На трехверстовой карте Шуберта 1865—1876 года в деревне Мечит-Донузлав обозначено 16 дворов. В 1880 году была открыта земская больница.
В «Памятной книге Таврической губернии 1889 года», по результатам Х ревизии 1887 года, в деревне Донузлар числилось 46 дворов и 314 жителей. Согласно «…Памятной книжке Таврической губернии на 1892 год», в деревне Донузлав, входившей в Донузлавское сельское общество, было 368 жителей в 48 домохозяйствах.
Земская реформа 1890-х годов в Евпаторийском уезде прошла после 1892 года, в результате Донузлав определили центром Донузлавской волости. По «…Памятной книжке Таврической губернии на 1900 год» в деревне числилось 449 жителей в 55 дворах. На 1902 год в деревне работал фельдшер, на 1914 год — действовали земская больница и земская школа. По Статистическому справочнику Таврической губернии. Ч.II-я. Статистический очерк, выпуск пятый Евпаторийский уезд, 1915 год, в селе Донузлав, центре Донузлавской волости Евпаторийского уезда, числилось 45 дворов с русскими жителями (все дворы с землёй) в количестве 393 человека приписного населения, из которых 192 мужчины и 201 женщина. Жители владели 1780 десятинами удобной земли. В хозяйствах имелось 320 лошадей, 164 вола, 116 коров и 1525 голов мелкого скота. На 1917 год в селе действовали больница (врач и фельдшер), почтовое отделение, ветеринарный участок.
После установления в Крыму Советской власти, по постановлению Крымревкома от 8 января 1921 года № 206 «Об изменении административных границ» была упразднена волостная система и образован Евпаторийский уезд, в котором создан Ак-Мечетский район и село вошло в его состав, а в 1922 году уезды получили название округов. 11 октября 1923 года, согласно постановлению ВЦИК, в административное деление Крымской АССР были внесены изменения, в результате которых округа были отменены, Ак-Мечетский район упразднён и село вошло в состав Евпаторийского района. В 1925 году создана изба-читальня. Согласно Списку населённых пунктов Крымской АССР по Всесоюзной переписи 17 декабря 1926 года, в селе Донузлав I, Ак-Коджинского сельсовета Евпаторийского района, числилось 74 двора, из них 68 крестьянских, население составляло 298 человек, все русские, действовала русская школа. Согласно постановлению КрымЦИКа от 30 октября 1930 года «О реорганизации сети районов Крымской АССР», был восстановлен Ак-Мечетский район (по другим данным 15 сентября 1931 года) и село вновь включили в его состав.
С 25 июня 1946 года Донузлав в составе Крымской области РСФСР. Указом Президиума Верховного Совета РСФСР от 18 мая 1948 года, Донузлав 1 переименовали в Красноярское. Село было третьим отделением совхоза «Каракуль». 26 апреля 1954 года Крымская область была передана из состава РСФСР в состав УССР. С начала 1950-х годов, в ходе второй волны переселения (в свете постановления № ГОКО-6372с «О переселении колхозников в районы Крыма»), в Черноморский район приезжали переселенцы из различных областей Украины. Время включения в состав Новоивановского сельсовета пока не выяснено: на 15 июня 1960 года село уже числилось в его составе. В 1980 году был образован птицесовхоз «Красноярский», с 1996 года — коллективное сельскохозяйственное предприятие «Красноярский», с 2000 года — сельскохозяйственный производственный кооператив с тем же названием. С 12 февраля 1991 года село в восстановленной Крымской АССР, 26 февраля 1992 года переименованной в Автономную Республику Крым. Постановлением Верховного Совета Автономной Республики Крым от 9 июля 1991 года образован Красноярский сельсовет. С 21 марта 2014 года — де-факто (см. Проблема принадлежности Крыма) в составе Республики Крым России.